# Eleição parlamentar na Venezuela em 2005
A eleição parlamentar venezuelana de 2005 ocorreu em 4 de dezembro. Foi renovada a totalidade dos membros da Assembleia Nacional. Nesta oportunidade foram eleitos 167 deputados, dois a mais que nas eleições de 2000. Também nestas eleições foram eleitos 12 novos representantes para o Parlamento Latino-Americano e 5 representantes para o Parlamento Andino.

## Antecedentes
Em 29 de novembro, a Ação Democrática (AD) decidiu retirar-se da disputa eleitoral, alegando falta de confiança nos trabalhos desempenhados pelo CNE, como por exemplo, a falta de garantias por parte da instituição de que o processo de votação ocorreria respeitando-se a inviolabilidade do voto. Tal linha de argumentação foi seguida pelo Projeto Venezuela (PV), que aderiu ao boicote e retirou todas as suas candidaturas pelo país.
Também fizeram parte do boicote o Comitê de Organização Política Eleitoral Independente (COPEI), que havia solicitado o adiamento das eleições, cujo pedido foi rejeitado pelo CNE, e o Primero Justiça (PJ).
Por sua vez, o governo chavista criticou duramente essa atitude da oposição e acusou o governo dos Estados Unidos de ser o principal culpado pelo clima de desconfiança institucional sobre as instituições eleitorais venezuelanas, já que, segundo ele, os EUA teriam "ordenado" aos partidos oposicionistas que não participassem da eleição para desestabilizar o país através de um "golpe eleitoral".[carece de fontes?]

## Resultados
O Movimento V república em conjunto com os partidos menores que lhe deram sustentação política desde sua chegada ao poder em 1999 conquistaram todos os assentos da Assembleia Nacional, tendo o majoritárioMVR conquistado sozinho 116 assentos e os demais partidos menores, 51 assentos. O resultado, como mencionado, deve-se à desistência dos candidatos de partidos oposicionistas ao chavismo.[carece de fontes?]
A abstenção eleitoral atingiu quase 75% do eleitorado, um aumento de 71% em relação à eleição de 2000. Segundo o CNE, 5,7% dos votos foram invalidados (brancos ou nulos). A oposição argumentou na época que a grande maioria dos abstencionistas eram, na verdade, opositores do governo que atenderam ao seu apelo para não votarem.[carece de fontes?]
Mesmo para os observadores internacionais da OEA e da UE, o nível de abstenção foi considerado preocupante, motivando-os a expressaram suas dúvidas sobre a legitimidade do escrutínio eleitoral. Em resposta, CNE via comunicado de imprensa, afirmou que a abstenção foi apenas ligeiramente superior à média histórica observada no país em eleições legislativas.[ligação inativa]
| Resultados eleitorais após 100% dos votos apurados[ligação inativa] |                                      |            |       |          |     |
| Partido                                                             | Partido                              | Votos      | %     | Cadeiras | +/– |
|                                                                     | Movimento V República (MVR)          | 2.041.293  | 60,06 | 118      | 26  |
|                                                                     | Pela Democracia Social (PODEMOS)     | 277.482    | 8,16  | 18       | 18  |
|                                                                     | Pátria para Todos (PPT)              | 197.459    | 5,81  | 10       | 10  |
|                                                                     | Partido Comunista da Venezuela (PCV) | 94.606     | 2,78  | 7        | 7   |
|                                                                     | Demais partidos políticos            | 217.037    | 6,49  | 14       | 14  |
| Total de votos válidos                                              | Total de votos válidos               | 3.398.567  | 94,28 | 167      | 2   |
| Votos inválidos (brancos e nulos)                                   | Votos inválidos (brancos e nulos)    | 206.174    | 5,72  | –        | –   |
| Total de votos registrados                                          | Total de votos registrados           | 3.604.741  | 25,26 | –        | –   |
| Eleitorado apto a votar                                             | Eleitorado apto a votar              | 14.272.964 | 100   | –        | –   |